# Яблуня-колонія
Я́блуня-коло́нія — ботанічна пам'ятка природи загальнодержавного значення в Україні. Особливий, унікальний об'єкт природно-заповідного фонду Сумської області. 
Площа 0,1 га. Статус надано згідно з Указом Президента України від 09.12.1998 року № 1341 та від 12.09.2005 року № 1238. Перебуває у віданні Кролевецької районної станції юних натуралістів. 

## Розташування

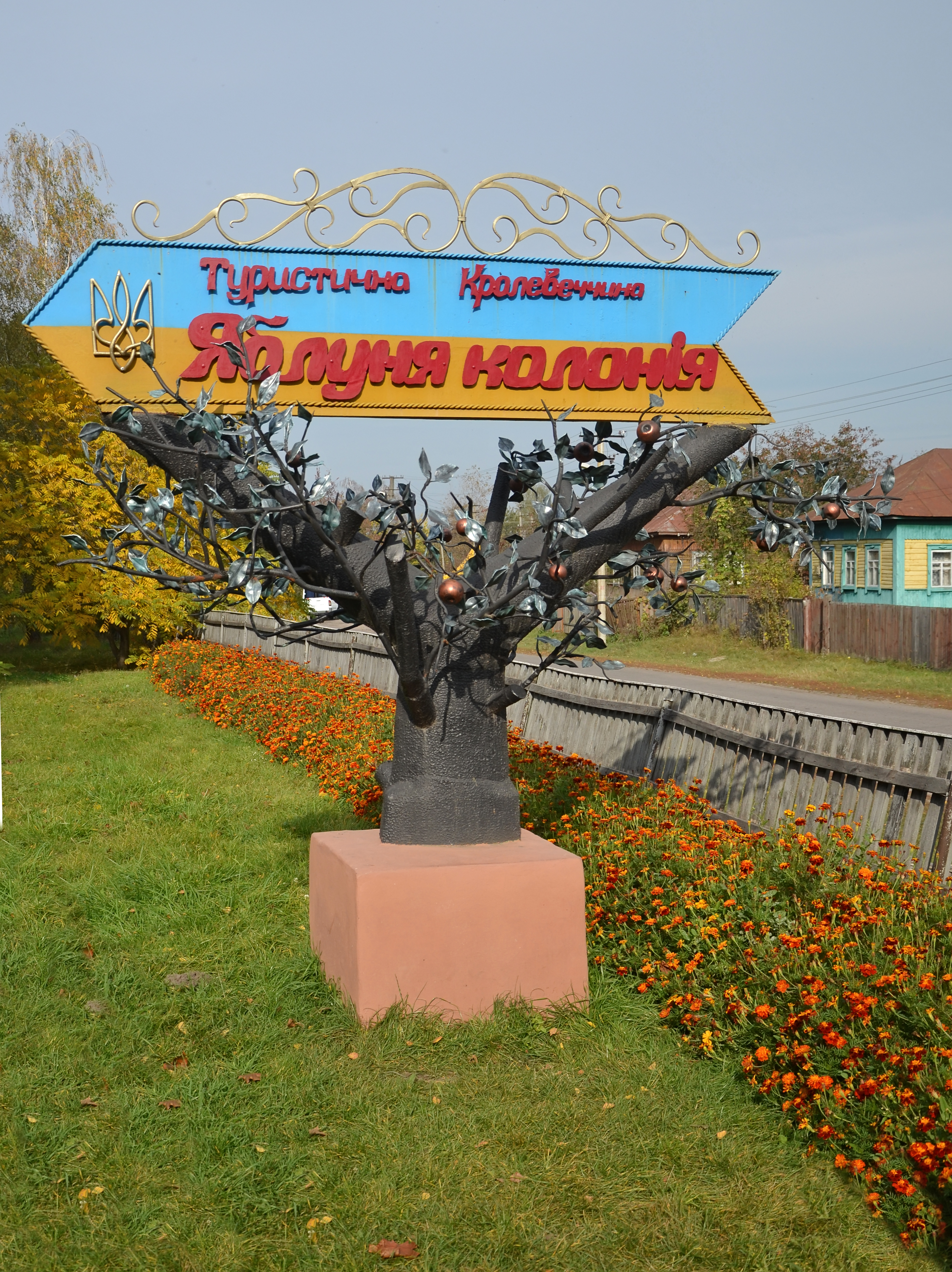

Розташована в місті Кролевці Сумської області, район Андріївка (вулиця Андріївська, 71). Дістатися до пам'ятки природи можна залізницею або автодорогою «Київ-Москва», що проходять через місто Кролевець. 
Яблуня зростає у вигляді куща, який за площею займає близько 10 соток. Орієнтовний вік — понад 200 років. У яблуні давно вже немає її первісного материнського стовбура, а налічують близько 15 стовбурів-гілок, що приросли до землі. Особливістю яблуні (досі ця властивість не була відома) є її здатність до самостійного вкорінення гілками (вегетативно). Віття нахиляється до землі і пускає коріння, коли один із стовбурів відмирає. Так яблуня продовжує собі життя. Набравшись сил, вже не гілки, а дерева піднімаються знову догори, рясно вкриваючись квітками навесні і червоно-білими, приємними на смак яблуками восени.

## Легенди
За легендою, дерево має понад 220 років, тому що посадив його нібито садівник князя Мещерського, що колись жив і був похований в Андріївці. Місцеві жителі назвали диво-яблуню «колонією». Квітує вона щороку, але щоразу плодоносить тільки одна її половина, а друга частина відпочиває. Яблука на смак — солодкі і терпкі. 
У місцевих жителів існує повір'я, що ця яблуня розмножується, як кущ аґрусу або смородини через те, що кілька століть тому на неї хтось наклав прокляття.

## Історія

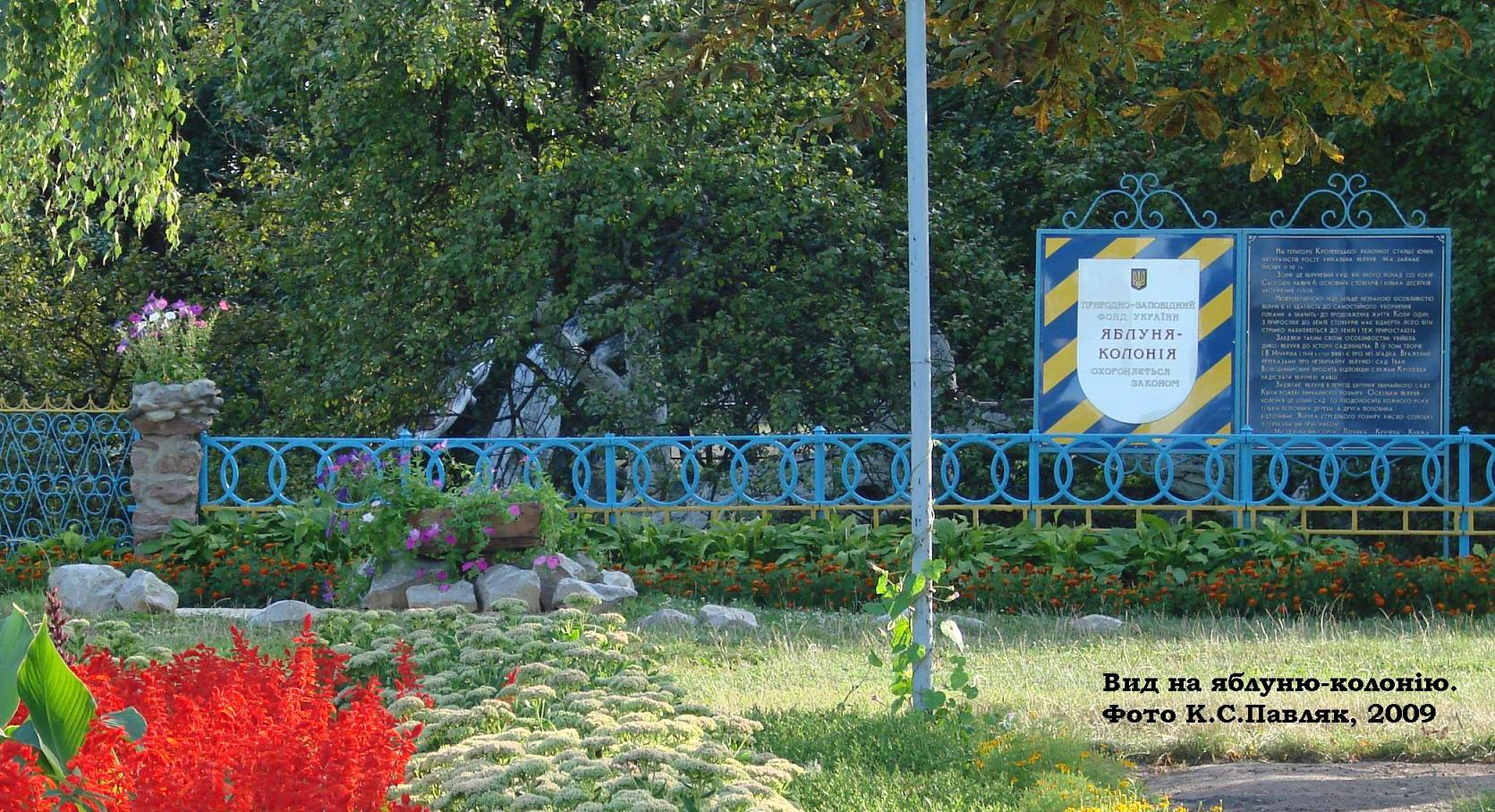
Вигляд на яблуню-колонію

У тіні гілок яблуні покоїться могильна плита, на якій викарбувано: «Князь Петр Сергеев сын Мещерский родился 1780 августа 24 умер 1848 февраля 18 в отроду 68 лет». Через це одна з поширених місцевих назв яблуні — «княжа». 
Завдяки своїм особливостям диво-яблуня увійшла до історії садівництва. У 1948 році в четвертому томі своїх творів про неї згадує Іван Володимирович Мічурін. Вражений переказами про незвичайну яблуню-сад, Іван Володимирович просить відповідні служби міста Кролевець надіслати яблуневі живці. 
У 1970 році, за свідченнями місцевого жителя, фахівця райсільгоспуправління М. Палиці, на землі лежали 9 стовбурів яблуні діаметром 30—40 см. До 2008 року їхня кількість майже подвоїлася. 
Учені не спостерігають на цьому місці аномалій, але всі намагання посадити подібну яблуню в іншому місці не дають результатів.

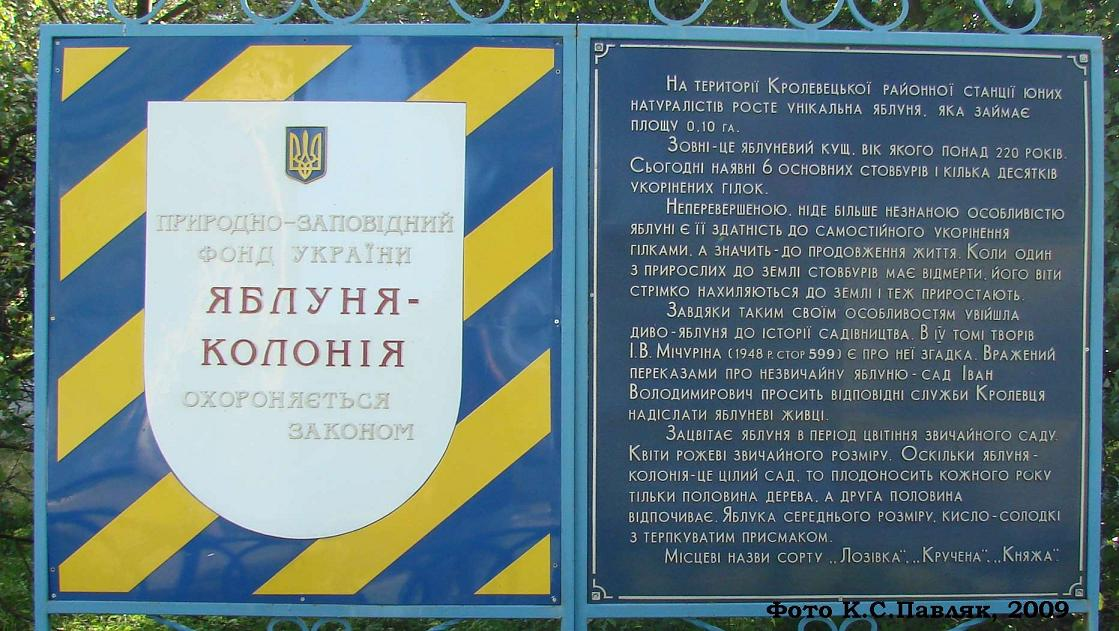
Охоронно-інформаційний знак

## Охорона
За рішенням виконкому Сумської обласної ради від 20 червня 1972 року, яблуня оголошена пам'яткою природи місцевого значення під назвою «Яблуня-колонія». Рішенням Сумської обласної ради № 1341/98 09.12.1998 року пам'ятка місцевого значення була скасована. У грудні 1998 року Указом Президента України її статус підвищений до загальнодержавного значення. 
Разом з іншими незвичайними природними об'єктами яблуня є однією з перлин природно-заповідного фонду України.

## Галерея

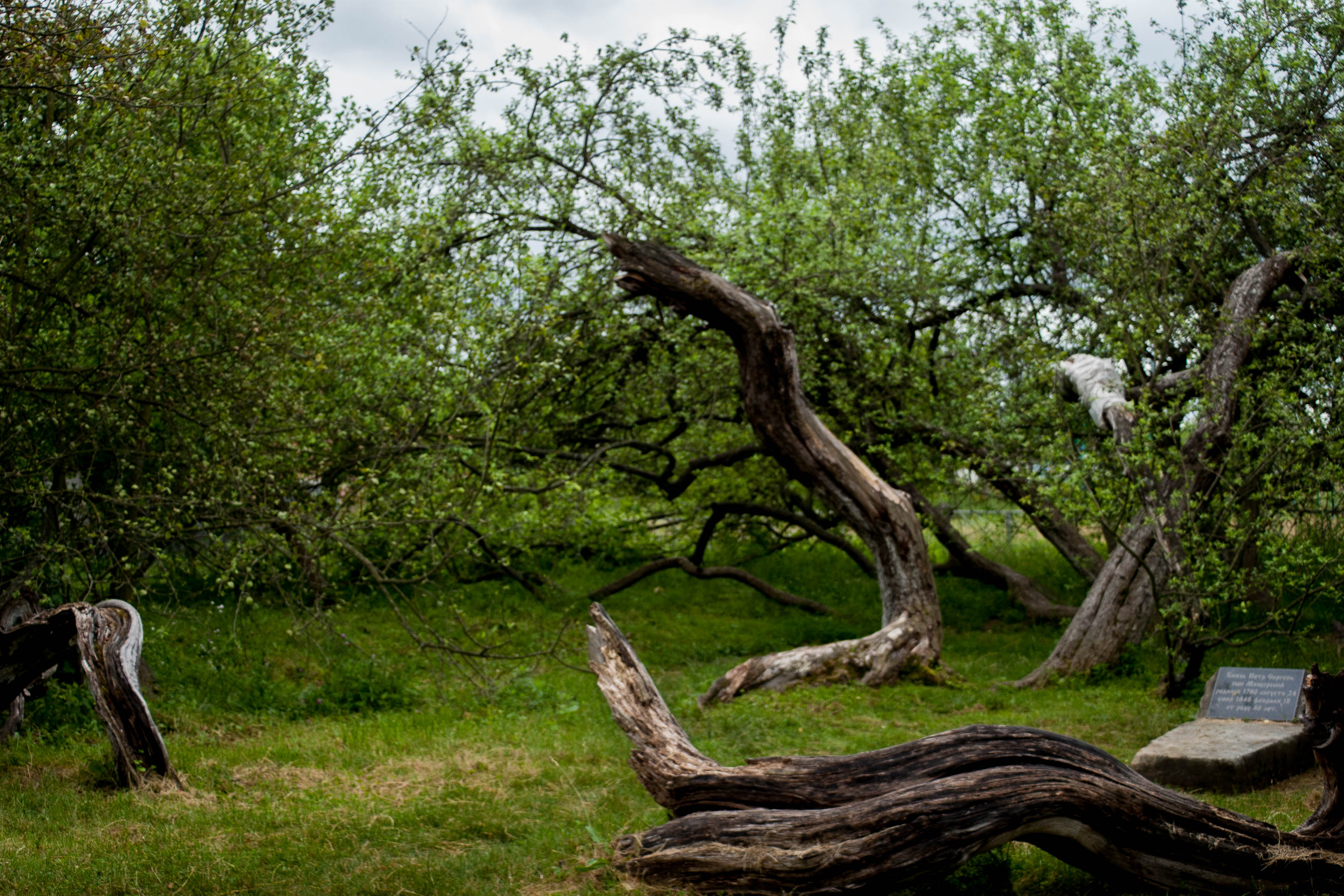
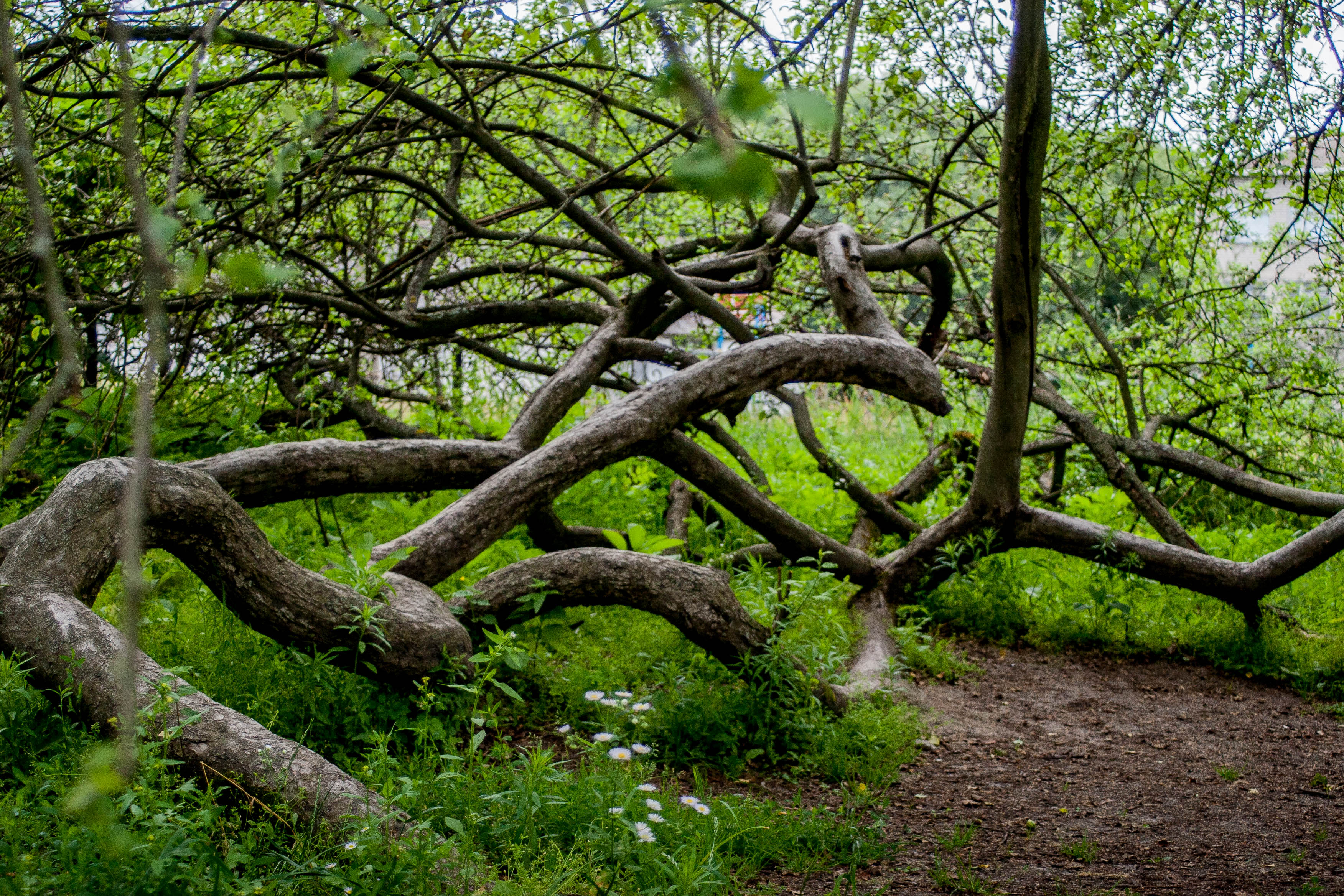
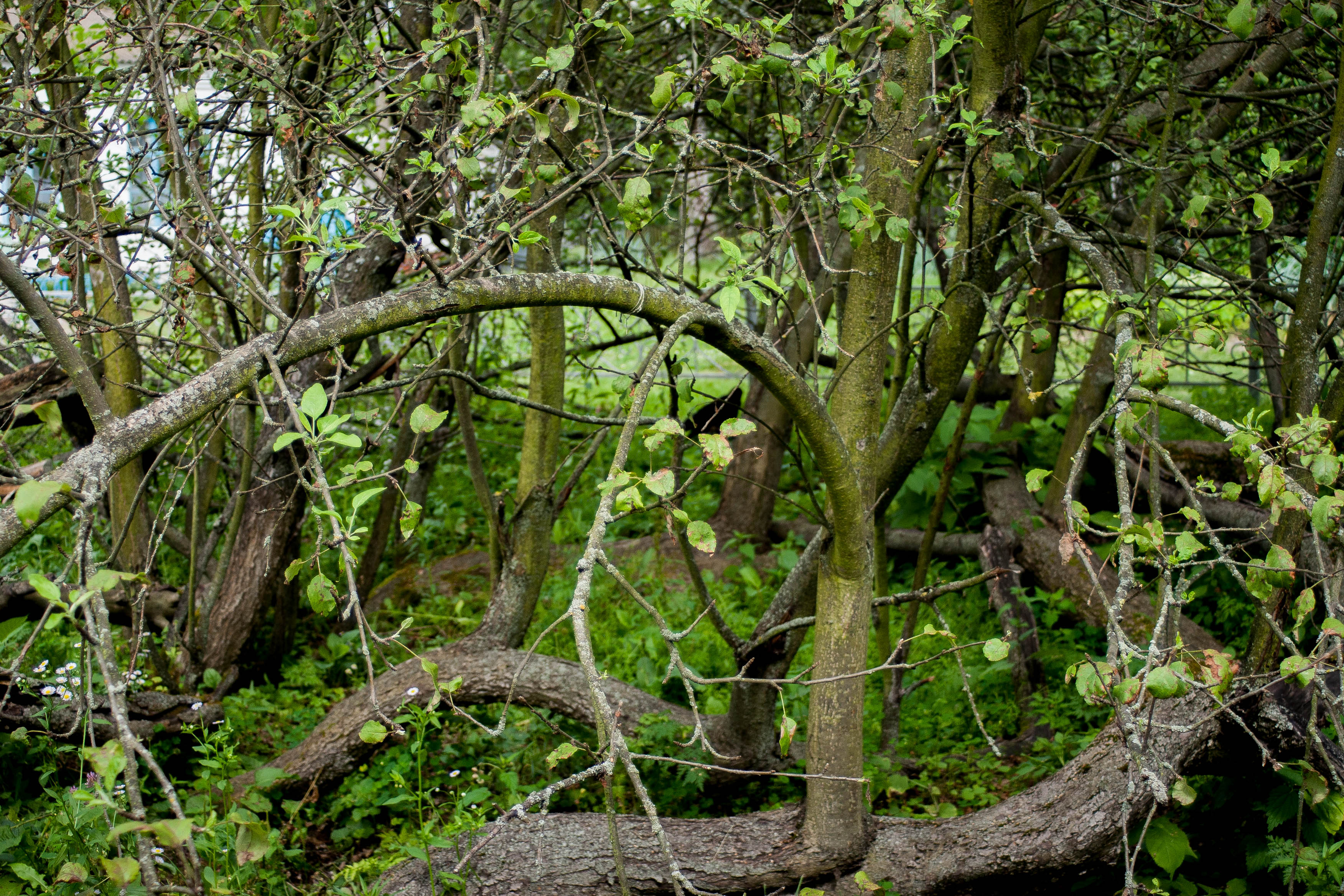
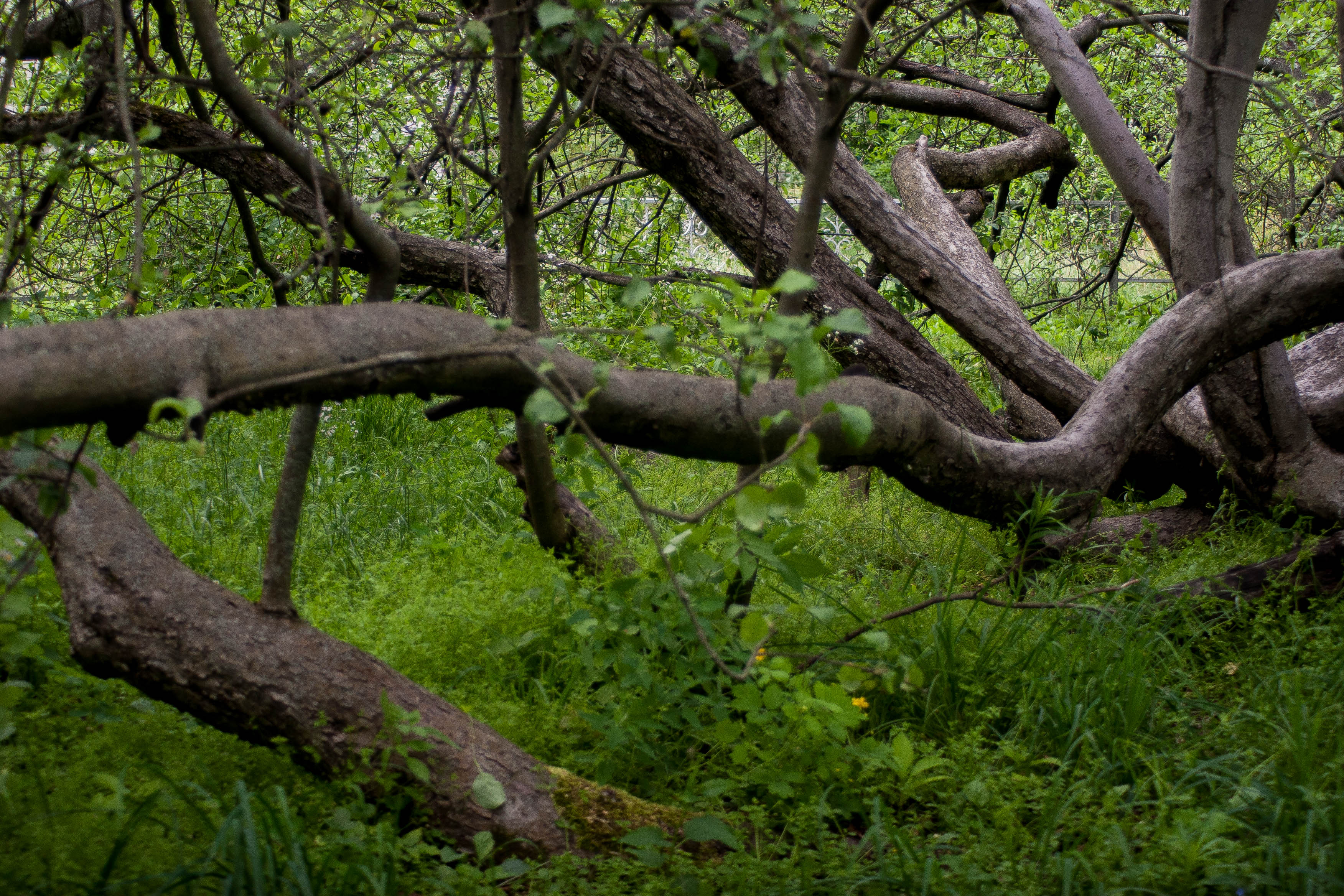
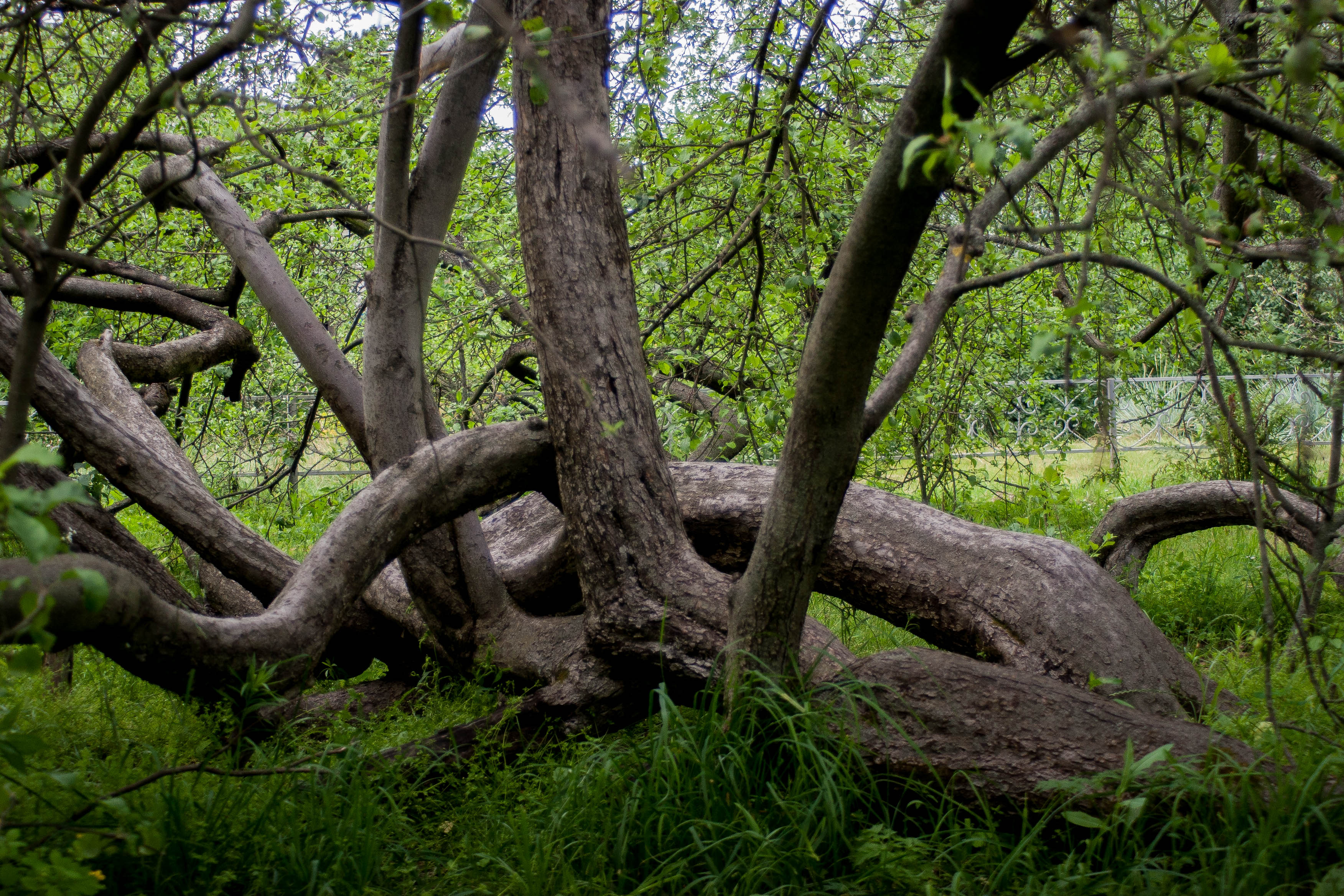
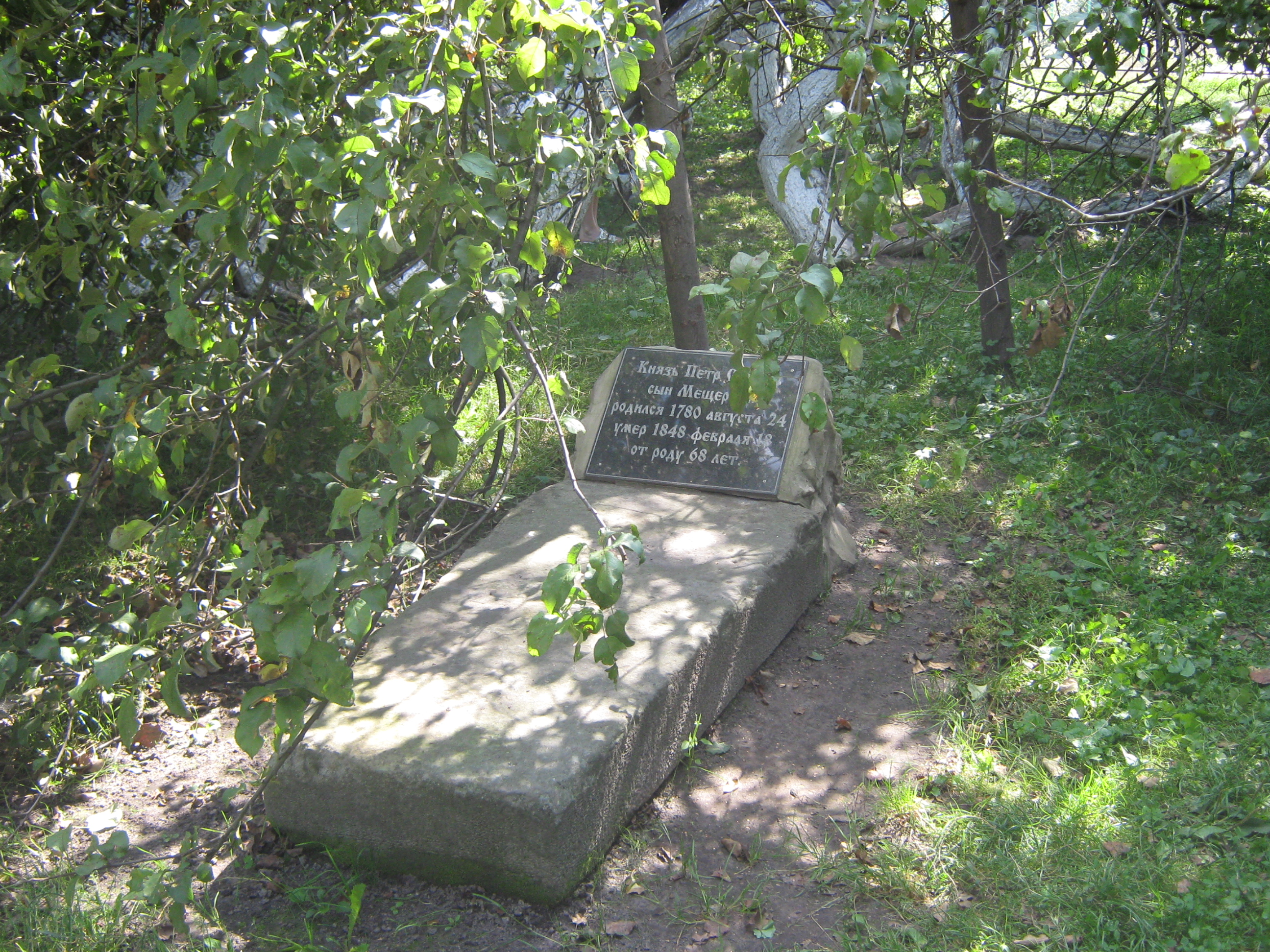
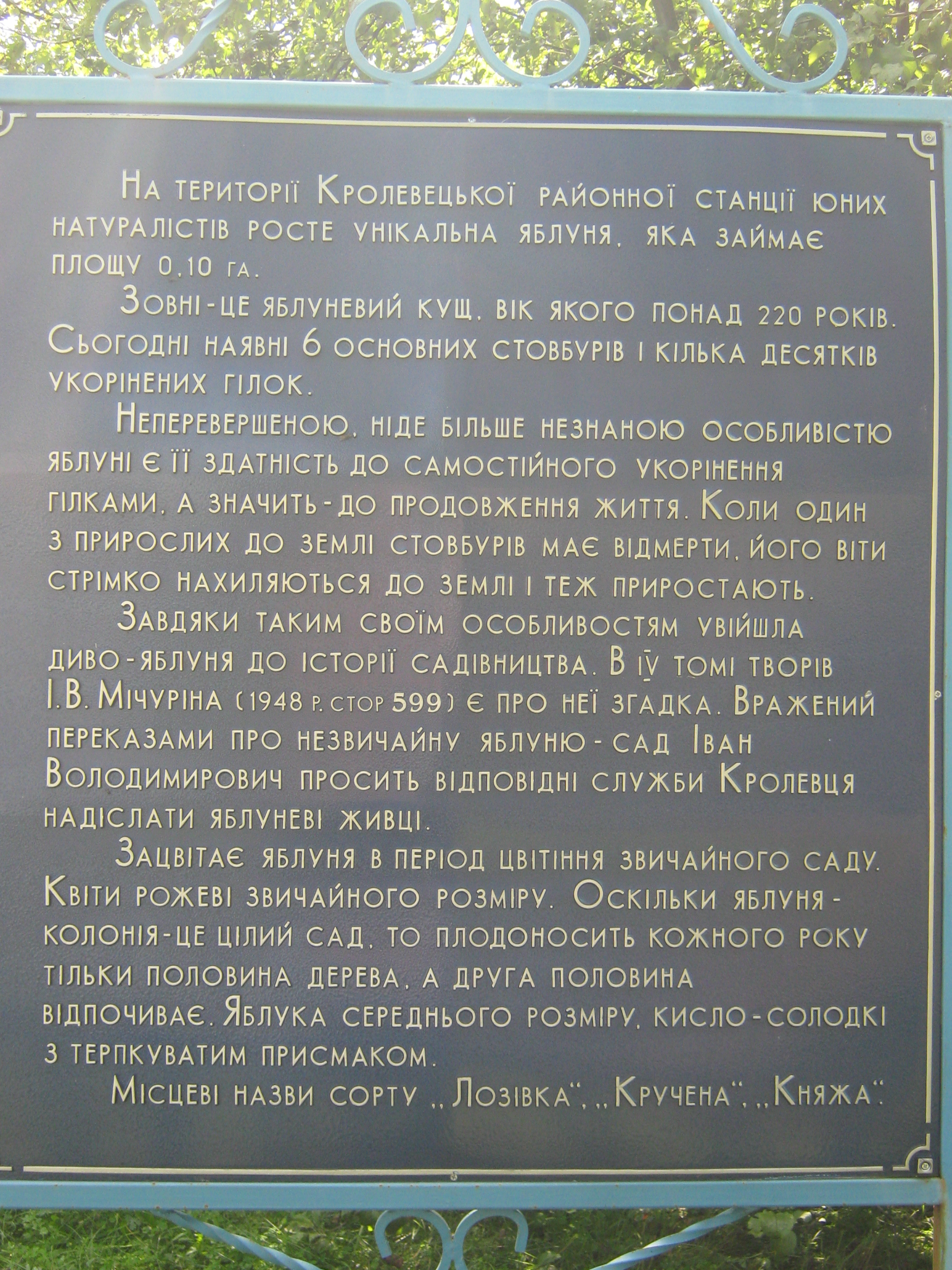